# Додонов, Василий Васильевич
Додонов Василий Васильевич (22 октября 1844, Петербург, Российская империя — после 1917 года) — действительный статский советник, вице-председатель Императорского Николаевского комитета для разбора и призрения нищих, член статистического совета при Министерстве внутренних дел, заместитель председателя Русского общества пчеловодства.

## Биография
Родился в семье небогатого живописца, губернского секретаря Василия Додонова. После смерти отца в возрасте десяти лет был определен в Гатчинский Николаевский Императорский сиротский институт. Мать в прошении о зачислении указала свое бедственное состояние, что подтверждалось справкой петербургского обер-полицмейстера.
3 июля 1864 года Василий Васильевич Додонов был выпущен из института с присвоением с присвоением чина коллежского регистратора и направлен стипендиатом от Попечительского Совета в Санкт-Петербургский университет «для дальнейшего образования». 
По окончании университета служил в Волынской губернии. В 1894—1895 годах служил в Санкт-Петербурге в должности мирового судьи, а в 1896—1903 годах являлся членом Императорского Николаевского комитета для разбора и призрения нищих, подчинённого Министерству юстиции. 
В 1887 году была издана подготовленная Василием Додоновым книга «Пятидесятилетие Императорского Гатчинского Николаевского сиротского института».
В 1877 году он приобрёл 1078 десятин земли в Куйвозовской волости близ деревни Гарболово и озера Паскоярви (Додоновское), где построил родовую усадьбу — мызу Васильевка. Кроме господского дома, на девяти десятинах им были построены: две дачи, скотный двор, птичник, конюшня, кучерская, рига и лесопилка, а также был расчищен под парк окрестный лес.
В 1901 году Василий Додонов был произведён в чин действительного статского советника, а в 1905 вышел в отставку. 
В 1901—1905 годах являлся членом статистического совета при Министерстве внутренних дел, продолжая службу в Комитете по разбору и призрению нищих в должности вице-председателя. Являлся товарищем (заместителем) председателя Русского общества пчеловодства.
В отставке был старостой прихода церкви Святого Спиридона Тримифунтского при казармах лейб-гвардии Финляндского полка, находившейся по адресу Большой проспект Васильевского острова, дом № 65, близ дома, где он жил в Петербурге (14-я линия В. О., дом №11). Дата смерти неизвестна.

### Семья
- жена — Ю. К. Додонова
- сын — Василий Васильевич Дадонов, генерал-майор, участник Первой мировой и Гражданской войн